# Walter Crum
Walter Crum. (1796 - 5 de mayo de 1867, Glasgow, Escocia) fue un eminente científico, destacado por sus habilidades analíticas, y empresario en el área textil, fue dueño de una fábrica de impresión en calicó. Publicó importantes trabajos científicos. Fue pupilo de Thomas Thomson.

## Biografía
Nació en Glasgow, Escocia, en el año 1796. Su familia fue responsable del crecimiento de Thornliebank a través de una fábrica de impresión del calicó.
En 1826 se casó con la hija menor de William Graham. Su hija era la esposa de William Thomson y su hijo fue elegido para representar el condado de Renfrew en el Parlamento.
Walter asistió a una escuela privada, Escuela Grammar, y luego a la Universidad de Glasgow, en esta se inscribió en las clases de química con Thomas Thomson y en sus cuadernos se describen los experimentos realizados en lo que hoy es reconocido como el primer laboratorio de clase de la universidad en el país.
Después de la universidad, pasó dos años en Clitheroe, Lancashire, donde estudió y trabajó con James Thomson, conocido como uno de los pioneros de la industria científica. Luego fue al extranjero para asistir los intereses de negocio de la familia en Esmirna. Durante estos años de residencia en el extranjero Crum adquirió una experiencia valiosa del mundo, de viaje en Asia Menor y Turquía, mezclándose en una sociedad variada y familiarizándose con las lenguas europeas, de alguna forma esto facilita sus relaciones con algunos de los principales científicos de Francia y Alemania, tales como Alexander von Humboldt, Jean-Baptiste Dumas y Justus von Liebig.
Crum se convirtió en miembro de la Royal Society en 1844 y fue uno de los miembros originales de la Chemical Society de Londres. Se incorporó a la Royal Philosophical Society of Glasgow en 1834 y fue su presidente desde 1852, tras la muerte de Thomas Thomson. Crum también jugó un papel destacado en la vida pública de Glasgow y fue presidente del Anderson's College, fundado en 1796.
En la política tomó un interés activo e inteligente, fue tan cuidadoso en su respeto por las convicciones de otros que nunca perdió un amigo a través de las diferencias políticas.
Walter Crum tuvo una larga y activa vida en la que nunca había sufrido alguna enfermedad hasta el invierno de 1867, cuando su salud comenzó a ceder, y en mayo de ese año murió en Thornliebank.

## Trayectoria científica
Durante un período de cuarenta años Walter Crum se dedicó a la mejora de la impresión del calicó a través de la aplicación de los conocimientos químicos.
Las contribuciones científicas de Crum revelan un gran talento y originalidad. Su primer artículo (1823) estableció su reputación europea. Obtuvo el añil puro por sublimación, y determinó —erróneamente— su composición como C8H4NO, —la fórmula correcta es C8H5NO—. También investigó las sales del ácido índigo-sulfúrico a las cuales nombró como «caeruleosulfatos» y llamó altinte como «caerulin».[cita requerida] Más adelante estos fueron investigados por Berzelius.
Descubrió la prueba de dióxido de plomo para manganeso, el peróxido de cobre, la preparación del óxido nítrico puro por agitación del ácido nítrico, ácido sulfúrico concentrado y mercurio, y la determinación de nitratos por este método, y la alúmina coloidal por ebullición de solución de acetato de aluminio.
Crum escribió sobre los colores, había hecho experimentos prismáticos desde 1822 y llegó a la conclusión que la luz blanca no contenía los colores y que el negro era la fuente de los tres colores primarios; rojo, amarillo y azul, como resultado de sus experimentos, la recomposición de la luz de estos colores produce negro, no blanco.

## Publicaciones
Sus intereses de análisis se extendió a la investigación pura, y sus artículos publicados, aunque estos se conectan con la impresión del calicó y teñido, tienen un valor más allá de su aplicabilidad a este arte químico.
- “Experiments and Observations on Indigo, and on certain Substances wich are produced from it by means of Sulphuric Acid”, en Annals of Philosophy, 1823
- “On the Primitive Colours”, 1830.
- “On Chlorimetry, and a New Method of testing weak solutions of Bleaching-Powder”, en Proceedings of the Philosophical Society of Glasgow, 1841, vol. I, p. 17.
- "On the Manner in which Cotton unites with Colouring-Matter", 1843, ibid, p. 98.
- "On the supposed influenceof the Moon upon the Weather", 1844, ibid, p. 243.
- "On the Action of Bleaching-Powder on the Salts of Copper and Lead". 1845, ibid, v. II, p. 68.
- "On the Artificial Production of the Potato-disease", 1845, ibid, p. 90.
- "On a Method for the Analysis of Bodies containing Nitric Acid and its application to Explosive Cotton", 1847, ibid, p. 163.
- "On a peculiar fibre of Cotton which is incapable of being dyed", 1849, ibid, v. III, p. 61.
- "Sketch of the Life and Labours of Dr. Thomas Thomson, F.R.S.", 1852, ibid, p. 250.
- "On the Acetates and other Compounds of Alumina", ibid, p. 298.
- "On the Stalactitic Sulphate of Barytes found in Derbyshire", 1861, ibid, v. V, p. 39.
- En 1862 Crum extiende sus previas investigaciones, químicas y mircoscópicas, sobre la manera en la cual el algodón se une con el color de la materia, y sobre una fibra peculiar de algodón que es incapaz de teñir, "Cotton Mort", ambos temas de los cuales había estudiado en profundidad. Los resultados de estas importandes y difíciles investigaciones, ilustradas por numerosos grabados, fueron publicados en el Journal of the Chemical Society, 1863.[4]